# 2001-es Unicum-kupa
2001-ben az Unicum-kupát a korábbi évekhez képest eltérő formában rendezték. 2001-ben vízilabda-világbajnokság és vízilabda-Európa-bajnokság is volt, emiatt a versenynaptárba nem lehetett beilleszteni a korábbi évekhez hasonló körmérkőzéses tornát. Így ebben az évben egy mérkőzésre került sor, amelyen Magyarország válogatottja a világválogatottal mérkőzött.

## Mérkőzés
| Unicum-gála                                                         |                                   |                                       |                                                           |                                                           |
| 2001. augusztus 25., 17:00 Budapest, Hajós Alfréd uszoda, 5000 néző |                                   |                                       |                                                           |                                                           |
| Magyarország                                                        |                                   | 6 – 9 (3–2, 0–2, 1–2, 2–3)            |                                                           | Világválogatott                                           |
| Benedek Tibor                                                       |                                   | Gól - emberelőnyből: 6 / 2 \| 7 / 3   |                                                           | Jesús Rollán                                              |
| Biros Péter                                                         |                                   | Gól - emberelőnyből: 6 / 2 \| 7 / 3   | 2 gól                                                     | Ivan Pérez                                                |
| Fodor Rajmund                                                       |                                   | Játékvezetők: Kosztolánczy, Németh A. |                                                           | Aleksandar Šoštar                                         |
| Kásás Tamás                                                         | 2 gól                             | Játékvezetők: Kosztolánczy, Németh A. |                                                           | Veljko Uskoković                                          |
| Kiss Gergely                                                        | 2 gól                             |                                       | 2 gól                                                     | Roberto Calcaterra                                        |
| Kósz Zoltán                                                         |                                   |                                       | 1 gól                                                     | Alberto Angelini                                          |
| Märcz Tamás                                                         |                                   |                                       | 1 gól                                                     | Dmitrij Gorskov                                           |
| Molnár Tamás                                                        |                                   |                                       | 1 gól                                                     | Theodorosz Hadzitheodoru                                  |
| Steinmetz Barnabás                                                  |                                   |                                       | 1 gól                                                     | Georgios Afroudakis                                       |
| Szécsi Zoltán                                                       |                                   |                                       |                                                           | Vlad Hagiu                                                |
| Székely Bulcsú                                                      |                                   |                                       |                                                           | Florin Bonca                                              |
| Varga Tamás                                                         |                                   |                                       | 1 gól                                                     | Gyurcsi Gejza                                             |
| Varga Zsolt                                                         |                                   |                                       |                                                           |                                                           |
| Vári Attila                                                         | 2 gól                             |                                       |                                                           |                                                           |
| Szövetségi kapitány: Kemény Dénes                                   | Szövetségi kapitány: Kemény Dénes |                                       | Szövetségi kapitány: Alessandro Campagna, Neven Kovacevic | Szövetségi kapitány: Alessandro Campagna, Neven Kovacevic |